# Вертис-и-Сальседо, Хуан Хосе
Хуан Хосе де Вертис-и-Сальседо (исп. Juan José de Vértiz y Salcedo; 1719, Мерида (Юкатан), Генерал-капитанство Юкатан — 1799, Мадрид, Испания) — испанский колониальный чиновник, государственный деятель Испанской империи, второй вице-король Вице-королевства Рио-де-ла-Плата (12 июня 1778 — 7 марта 1784).

## Биография
Родился в семье известного испанского политика, губернатора Нуэва-Бискайя и Юкатана. Учился в Испании, получил военное образование. Участвовал в нескольких кампаниях в Италии и Франции, совершенствуя свои военные знания и приобретая военный опыт. По карьерной лестнице продвигался быстро: уже в 1768 году был бригадиром. Тогда же получил назначение на должность вице-инспектора войск Буэнос-Айреса.
В 1770—1776 годах — последний губернатор Рио-де-ла-Плата и генерал-капитан Буэнос-Айреса. Основной задачей, поставленной перед ним испанскими властями, было сдерживание португальской экспансии и вытеснение их с территории Восточной полосы Южной Америки (современного Уругвая), где они основали Колонию-дель-Сакраменто.
Особого успеха его деятельность не имела. Тем не менее, его правление было высоко оценено. Вертис-и-Сальседо ввёл специальный муниципальный военный налог, для покрытия расходов на ополченцев, которые защищали местное население от индейских аборигенов. В феврале 1772 года он основал Королевский колледж Сан-Карлос (в будущем Университет Сан-Карлос) и Дом-музей коллекций, занимался городским освещением.
В связи с действиями португальцев, а также нарастанием противоречий между столицей вице-королевства Перу Лимой, и развивающимся портом Буэнос-Айрес, в 1776 году было создано вице-королевство Рио-де-ла-Плата.
В 1778 году он был назначен вице-королём Вице-королевства Рио-де-ла-Платасменив на этом посту Педро де Себальоса. Осуществил большую работу по развитию региональной экономики, колонизации необитаемых земель, создавая муниципалитеты по всей территории Рио-де-ла-Плата, заложил основы для основания Королевской аудиенсии Буэнос-Айреса. Создал первый театр в Буэнос-Айресе — La Ranchería.
Сыграл важную роль в подавлении восстания Тупака Амару в 1781 году.
В 1784 году по собственному желанию оставил пост вице-короля и вернулся в Испанию.